# Dale (Dosłońce)
Dale – część wsi Dosłońce w Polsce położona w województwie małopolskim, w powiecie miechowskim, w gminie Racławice.
W latach 1975–1998 Dale administracyjnie należały do województwa kieleckiego.
Według rozporządzenia o miejscowościach istnieją też Dale będące częścią Racławic.